# Bast

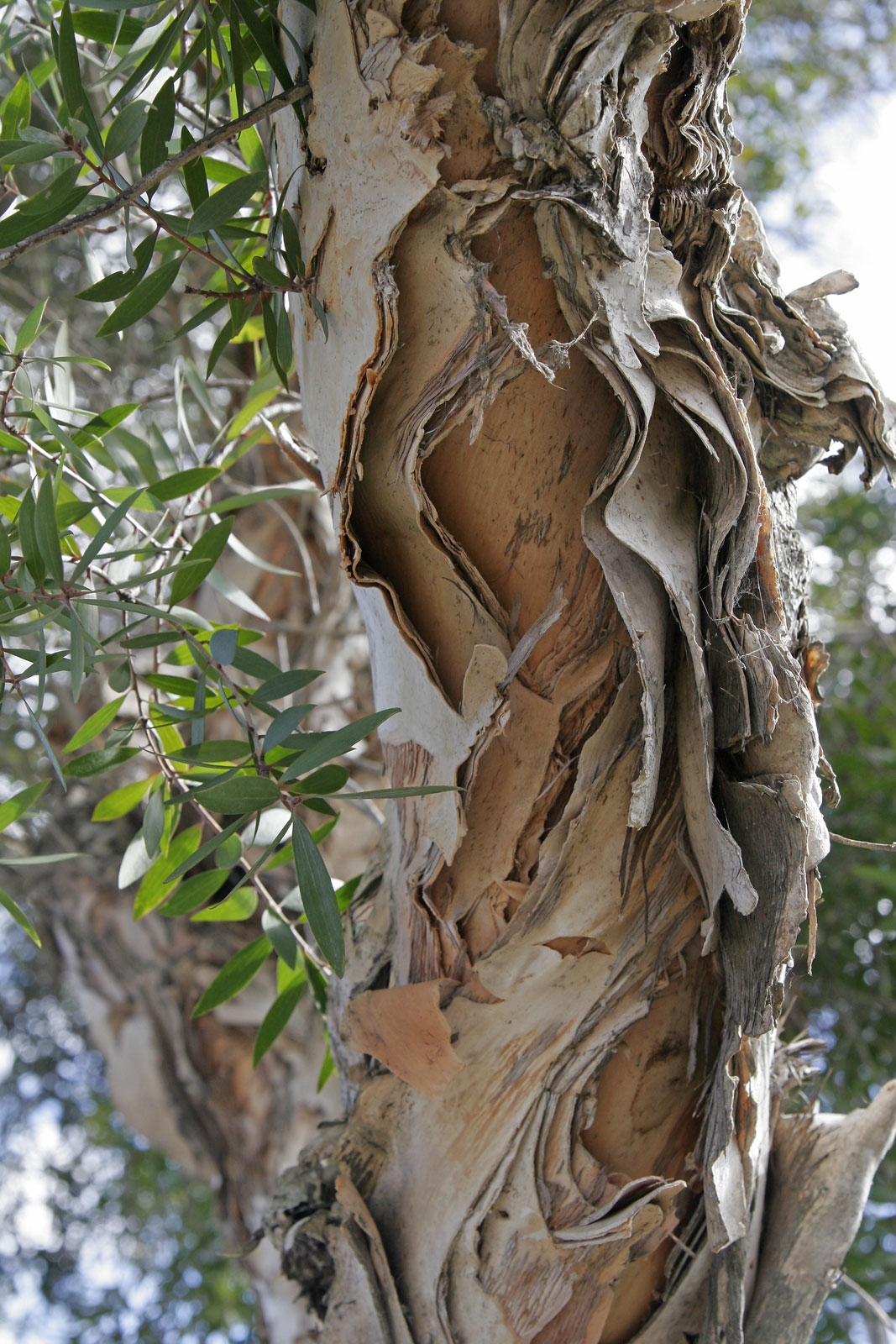
Afbladderende schors bij Melaleuca quinquenervia

De bast is een laag in stam of tak van een houtige plant. Meestal wordt er het geheel van schors en aangroeilaag mee bedoeld.

## Uiterlijk
Bij veel boomsoorten barst de schors bij de secundaire diktegroei van de boom, daar hij niet elastisch is. Sommige soorten kunnen echter door zijdelingse delingen deze groei opvangen, waardoor de bast niet scheurt. Bij de berk laten delen van de bast los en bladderen als horizontale banden af. De kurkeik vormt een zeer dikke bast. De beuk daarentegen heeft een dunne bast die glad blijft. Door de dunne bast is de beuk echter zeer gevoelig voor zonnebrand.
Veelal is de bast bruin, maar deze kan ook een andere kleur hebben. Zo heeft de berk Betula utilis 'Doorenbos' (syn. Betula jacquemontii) ook al op zeer jonge leeftijd een witte bast. Bij verschillende esdoorns en prunussen komt ook gekleurde bast voor. Zo heeft de Japanse esdoorn (Acer palmatum) 'Sangokaku' een koraalroze takkleur en Prunus maackii een afbladderende amberkleurige schors. De Papieresdoorn (Acer griseum) heeft een afbladderende, papierachtige, oranjebruine schors en de Rode kornoelje (Cornus sanguinea) 'Winter Beauty' heeft in de winter takken, waarvan de basis fel oranjegeel, het midden roze en de top rood is.
Ook kunnen er op de bast harsblaasjes zitten.

## Intern
In een stam of tak bevindt zich een levende laag. Het cambium zorgt voor de diktegroei. Aan de binnenkant van het cambium bevindt zich het secundair xyleem: in de lagen van het secundair xyleem die aan het cambium grenzen vindt vanuit de wortels het watertransport met daarin mineralen naar de bladeren plaats. Aan de buitenkant van het cambium bevindt zich het secundair floëem. In de lagen van het secundair floëem die aan het cambium grenzen vindt het transport plaats vanuit de door bladeren gevormde assimilaten en de in de parenchymcellen opgeslagen reservestoffen naar o.a. de wortels en de groeipunten.

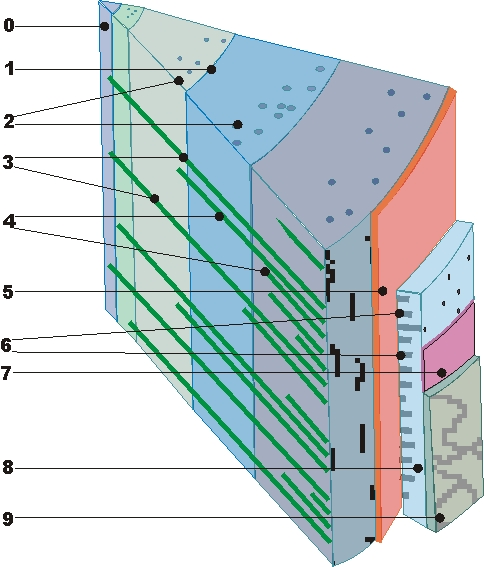
Tangentiale doorsnede van een 4-jarige stam:0 = merg; 1 = grens jaarring; 2 = harskanalen; 3 = primaire houtstralen; 4 = secundaire houtstralen; 5 = cambium; 6 = houtstralen in de bast; 7 = kurkcambium; 8 = bast; 9 = schors.
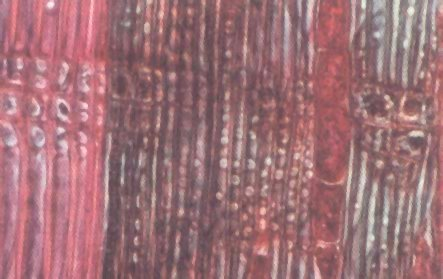
lengtedoorsnede: geheel rechts secundair xyleem en midden en rechts van het midden secundair floeem. Tussen het xyleem en het floeem zit het cambium bestaande uit ten minste één cellaag. Het dichte gebied in het floëem zijn parenchymcellen voor de opslag van reserve stoffen.
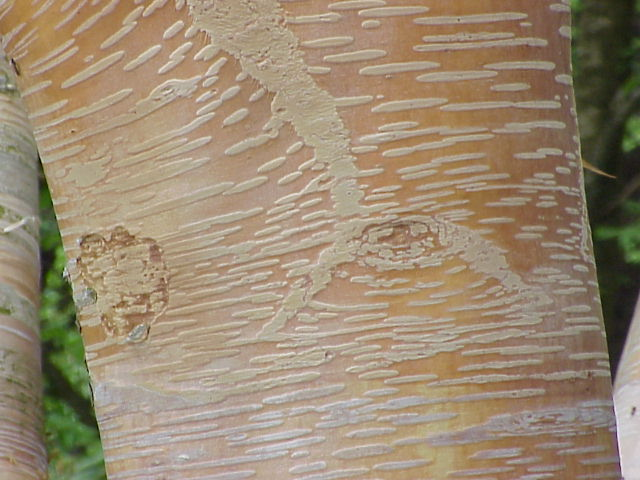
lenticellen op de Goudberk
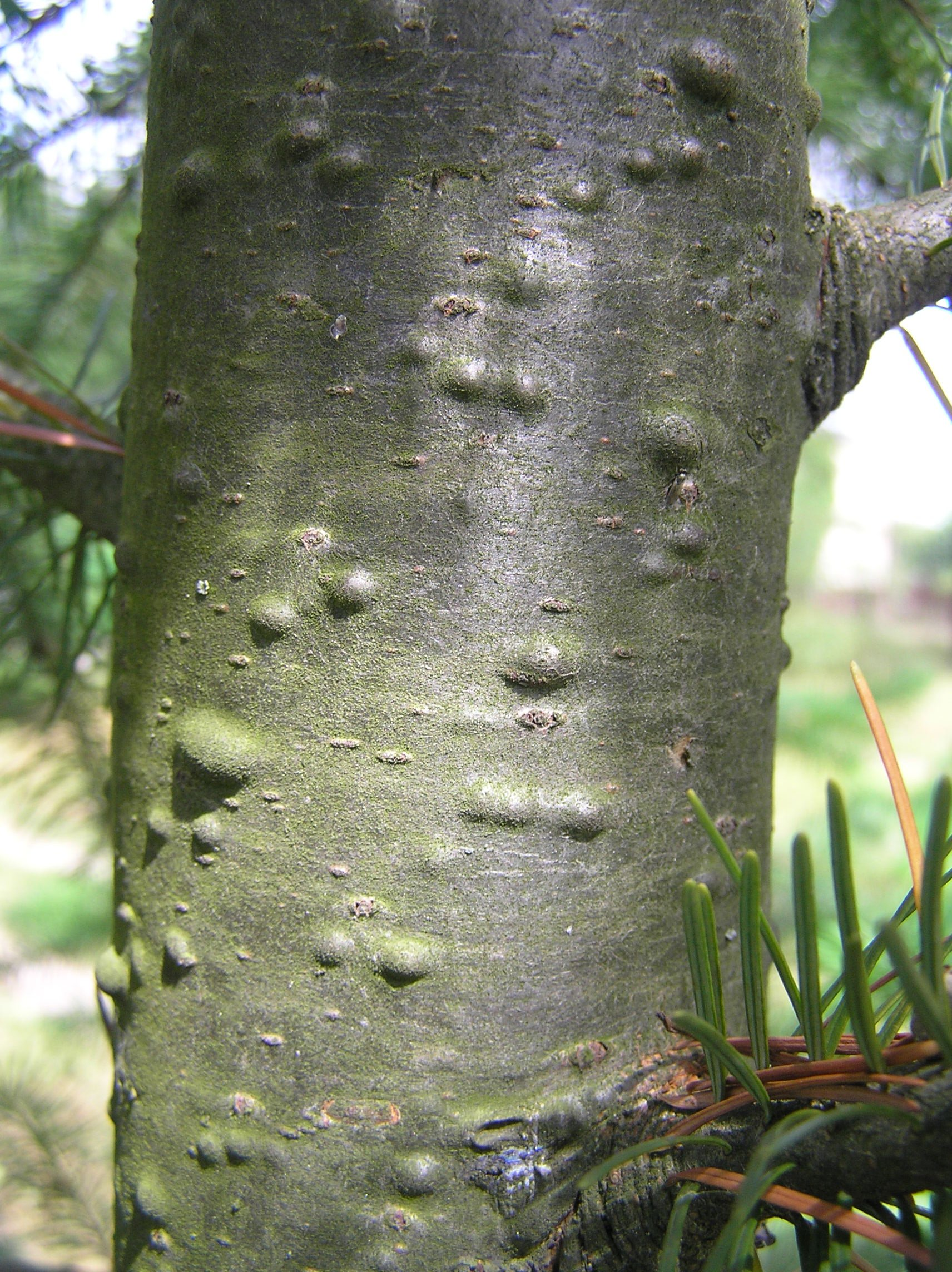
Harsblaasjes bij de Zilverspar.

In de bast kunnen reservestoffen worden opgeslagen, die voor het uitlopen van de boom in het voorjaar weer worden gebruikt.
De buitenste laag van de bast is dood en bestaat uit kurk. In de wanden van de cellen van deze buitenste laag is suberine, een wasachtige stof, afgezet. Zo wordt deze laag ondoorlaatbaar en beschermt zo de boom. In de bast komen lenticellen voor, die ervoor zorgen dat de levende weefsels voorzien worden van voldoende zuurstof.

## Wondafdekking

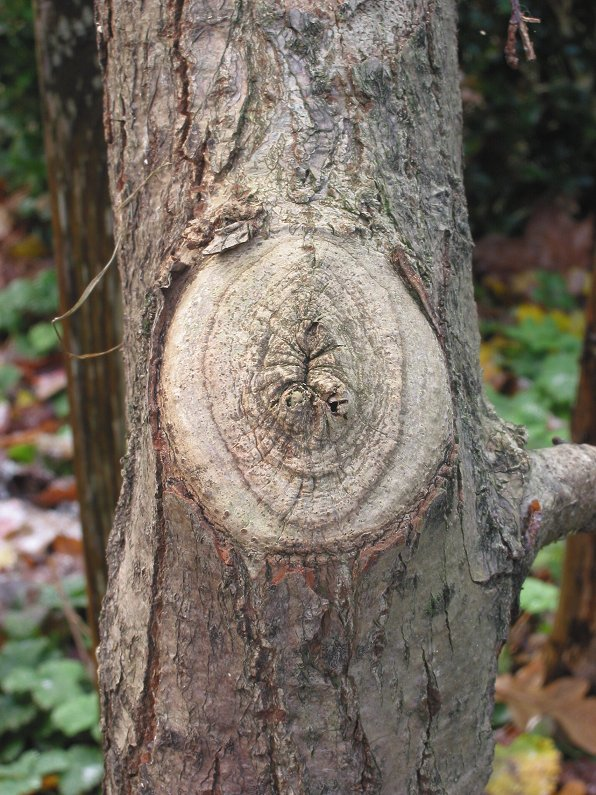
Overgroeide wond bij eik

Vanuit de delingslaag kan een wond, ontstaan door beschadiging of een afgebroken tak in de bast dichtgroeien.

## Schorskevers
Schorskevers (Scolytinae) vormen een onderfamilie van de snuitkevers waarvan de larven schors eten. Ze leven van de aangroeilaag en het net daaronder liggende jonge hout. Bij ernstige beschadiging gaat de boom dood, zoals door vraat van de eikenprachtkever waardoor de boom geringd wordt.

## Epifyten
Op de bast leven vaak verschillende epifytische algen, mossen of korstmossen.